# 歌って笑ってドンドコドン
Don Don サタデー 歌って笑ってドンドコドン（ドンドンサタデー うたってわらってドンドコドン）は、ラジオ大阪で1974年10月5日から1999年3月27日まで、土曜日の午後に放送していたワイド番組。

## 概要
上岡龍太郎がパーソナリティを長らく務めていた番組の一つ。関西ローカル放送でありながら、本人がタイトルコールの際に、「『北は国後・択捉から南は沖縄・石垣島。日本列島全国津々浦々、いかなる山間、へき地、文化果つる所、寒村離島までも電波を送り届ける』という、今や社会的国民行事的番組」との口上を毎回述べていたことで知られる。
リスナー（番組内では「ドンドコ リスナー」と呼称）がハガキで寄せたメッセージを基に出演者がフリートークを展開していたことや、「ドンドコ リスナー」によるスタジオ見学を放送中に認めていたことが特徴。番組開始当初のパーソナリティは横山ノックで、上岡はサブパーソナリティを務めた。
基本としてラジオ大阪本社（1993年3月までは大阪市北区の「桜橋」 → 以降は同市港区の「弁天町」）内のスタジオから放送していたが、1985年8月までは、阪神百貨店梅田本店の1階に当時存在していた「サテライトスタジオ」を随時使用。本社屋移転のタイミングと重なった1993年3月27日には、既に閉鎖されていた「サテライトスタジオ」からの生放送を1日限定で復活させた。
上岡は1975年1月から、当番組の本番前（土曜日の12時台）に『ノックは無用!』（関西テレビ本社スタジオからの生放送によるノックの冠番組）へレギュラーで出演。ラジオ大阪の本社が「桜橋」、関西テレビの本社が（「桜橋」と同じ大阪市北区内の）「西天満」に所在していた1993年3月までは、「『ノックは無用!』にエンディングパートまで出演してから、ラジオ大阪のスタジオへ自動車で直行することによって、（当時13:00から始めていた）当番組の生放送へ間に合わせる」というスケジュールを組んでいた。このような事情から、当番組では13時までに上岡がスタジオへ到着出来なかった場合は他の出演者によるフリートークなどで対応（間に合った場合は前述の口上から出演）。昼食を取る時間がなかった上岡への配慮から、本人を含めた出演者が放送中にスタジオや技術室で昼食を取る時間を、「ランチタイム」と称して確保していた。
上岡が土曜日に在阪他局の生放送番組（朝日放送の『わいわいサタデー』や読売テレビの『ときめきタイムリー』）にもレギュラーで出演していた1980年代前半からは、本人のスケジュールに応じて、事前収録による擬似生放送を随時実施。ラジオ大阪の本社が「弁天町」へ移転した1993年4月からは、『ノックは無用!』の本番を終えてからの移動で「桜橋」時代より時間を要することを背景に、当番組の放送開始時間を14:00に繰り下げた。この時期には『どんどこワイド』（土曜日12:00 - 18:00）に内包されていたが、後に単独番組へ戻っている。
上岡は当番組が終了してから、『ノックは無用!』の終了（同年9月27日）などを経て、2000年4月をもって芸能界から引退。その後は公の場にほとんど姿を表さないまま、2023年5月19日に81歳で逝去した。ラジオ大阪は2023年に開局65周年を迎えていたが、上岡の訃報を受けて、最終回の同録音源を19分間に編集。逝去から2ヶ月後（7月17日＝月曜日・海の日）に、この音源を開局65周年記念番組『World Bentencho Carnival ～大阪・関西から世界へ～』第2部（6:30 - 11:00に生放送の「レジェンドと語る、あの時・あの番組」）内の10時台前半に流すことで上岡への弔意を示した。

## 放送時間
| 期間                          | 放送時間             |
| ----------------------------- | -------------------- |
| 1974年10月5日 - 1976年7月3日  | 土曜日 13:00 - 16:50 |
| 1976年7月10日 - 1976年9月     | 土曜日 13:00 - 16:00 |
| 1976年10月2日 - 1978年11月4日 | 土曜日 13:00 - 16:30 |
| 1978年11月11日 - 1979年4月7日 | 土曜日 13:00 - 16:35 |
| 1979年4月14日 - 1980年12月6日 | 土曜日 13:00 - 16:20 |
| 1980年12月13日 - 1981年3月    | 土曜日 13:00 - 16:00 |
| 1981年4月4日 - 1993年3月      | 土曜日 13:00 - 15:00 |
| 1993年4月3日 - 1999年3月27日  | 土曜日 14:00 - 16:00 |

## 出演者

### 放送終了の時点
パーソナリティ（通称「ドンドコ トリオ」）
- 上岡龍太郎（サブ パーソナリティ → メイン パーソナリティ） - 全期間にわたって出演[4]
- 桂雀々 （サブ パーソナリティ） - 1980年5月3日から出演[4]
- 水谷ミミ（アシスタント） - 1989年4月1日から出演

「ドンドコ クイズ」の出題者（放送作家）　
- 佐伯勝 - 1991年4月から担当

### 過去
- 横山ノック（メイン パーソナリティ） - 1974年10月5日 - 1977年4月30日[注釈 6][5]

アシスタント
- 中西ふみ子（担当の時点ではラジオ大阪アナウンサー） - 1974年10月5日 - 1975年7月6日／1976年1月3日 - 1982年10月2日
- 坂上恭子 - 1975年7月6日 - 1976年1月3日
- キャッシー
- 永井由紀子（フリーアナウンサー） - 1982年10月2日 - 1989年4月1日[4]

「ドンドコ クイズ」の出題者（放送作家）　
- 吉田清 - 1980年10月4日 - 1989年3月
- 本多正識 - 1989年4月1日 - 1993年3月

## エピソード
- 当番組の前身は、1967年2月11日から3部構成で土曜日の午後に放送した『週末です 遊べ半ドン! 歌え半ドン!』シリーズである。上岡が「横山パンチ」の芸名（横山ノック・青芝フックと組んでいた「漫画トリオ」）で活動していた時期からの知人で、1958年にアナウンサーとしてラジオ大阪に入社後にディレクターへ転じていた都筑敏子によれば、「スタジオに芸人を招いたうえで、電話によるリスナーからのリクエストに応じた芸を披露させる」という趣向のコーナーに上岡がゲストで出演していたという。上岡曰く「その時にインタビュアーを務めていたパーソナリティ陣（当時の同局アナウンサー）の話が面白くなかった」とのことで、1972年4月1日放送分から鏡宏一（前述したアナウンサーの1人）と共同で全編を進行。この番組が改題[注釈 7]などを経て1974年9月28日に終了したことを受けて、翌週（10月4日）から当番組の放送を始めるとともに、上岡を「サブパーソナリティ」として続投させた[6]。
  - 当番組の開始当初は、『遊べ半ドン! 歌え半ドン!』シリーズからの流れを組む格好で、スポンサー付きの箱番組や中央競馬の実況中継を内包した。当番組にも立ち上げから長らく携わっていた都筑によれば、営業部門からの反発を受けながら以上のコーナーを少しずつ終了させた結果、桂雀々がレギュラー陣に加わった頃には「『ドンドコ リスナー』から寄せられたハガキを番組構成の中心に据える」という方針に落ち着いたという[7]。都筑は当番組に投稿していた「ドンドコ リスナー」を「私の宝」と称していて、自身の担当番組で唯一、リスナーによる放送中のスタジオ見学を当番組で認めるほどであった[8]。
- 大阪市都島区の大阪拘置所内で収監中の受刑者が、自身の体験を綴った手紙を当番組に送ったことがある。この手紙を後日の放送で取り上げたことをきっかけに、『都島の夜』という曲が作られた。
- 関西テレビが『ノックは無用!』などをベースに長時間の生放送番組を土曜日の午後に編成していた場合には、当該番組を放送していた同局の本社スタジオ内にラジオ放送用のブースを設けたうえで、このブースから生放送。1995年と1996年に編成された年末特別番組、「西天満」から「扇町」（いずれも大阪市北区内）への本社移転を記念した1997年4月の特別番組は当番組の一部で同局とのサイマル放送を実施した。
- 個人情報保護法が日本国内で制定される前に放送されていたため、番組ノベルティや企業タイアッププレゼントの当選者を発表する際には、当選者の氏名から居住地の番地名に至るまで、応募ハガキに書かれていた個人情報を上岡がひととおり読み上げることが恒例となっていた。
- 戸田学は当番組の「常連」（ハガキを頻繁に投稿していたほどのヘビーリスナー）で、後に上岡のブレーンを経て、作家・映画評論家に転身。上岡が芸能界を引退していた2013年には、本人や関係者からの取材を基に著した『上岡龍太郎　話芸一代』を青土社から刊行した[9]。上岡は当番組 以外にラジオ番組のパーソナリティを務めていたが、当番組に対する思い入れは強く、この本でも「ホント、お金を貰わんでもいいというくらいね、生活の一部でしたからね」と語っている[10]。
- 「DonDokoDon」（2007年から活動を休止しているお笑いコンビの名称）は、当番組が由来とされている。
- TBSラジオは東京放送（テレビとの兼営局であったTBS）時代の1990年4月14日から1995年4月8日まで、『上岡龍太郎のサタデー・ぴぷ!』を土曜日の14:00 - 15:55分を放送。放送時間（1993年3月までは前半のみ → 翌4月以降は全編）が当番組と重複していたため、ラジオで午後に編成したワイド番組としては珍しく、基本として完全パッケージ方式で放送した。ただし、当番組や『ノックは無用!』などのスケジュールによっては「特別企画」と称して、『サタデー・ぴぷ!』を生放送へ切り替えることがあった。